# Skisprung-Grand-Prix 2003
Der Skisprung-Grand-Prix 2003 (offizielle Bezeichnung: FIS Grand Prix Skispringen 2003) war eine vom Weltskiverband FIS zwischen dem 9. August 2003 und dem 31. August 2003 ausgetragene Wettkampfserie im Skispringen. Der an vier verschiedenen Orten in Europa ausgetragene Grand-Prix bestand aus einem Team- und vier Einzelwettbewerben. Den Sieg in der Gesamtwertung konnte der Österreicher Thomas Morgenstern vor dem Finnen Akseli Kokkonen und dem Österreicher Martin Höllwarth erringen. Der Titelverteidiger Andreas Widhölzl aus Österreich belegte den 31. Platz. Die Nationenwertung gewann zum dritten Mal in Folge das Team aus Österreich vor Finnland und Slowenien.

## Ergebnisse und Wertungen

### Grand-Prix Übersicht
| Datum      | Austragungsort | Schanze                  | Bemerkung | Sieger                                                                                  | Zweiter                                                         | Dritter                                                         |
| ---------- | -------------- | ------------------------ | --------- | --------------------------------------------------------------------------------------- | --------------------------------------------------------------- | --------------------------------------------------------------- |
| 09.08.2003 | Hinterzarten   | Adlerschanze K 95        | Team      | ÖsterreichAndreas Widhölzl Reinhard Schwarzenberger Martin Höllwarth Thomas Morgenstern | FinnlandTami Kiuru Akseli Kokkonen Matti Hautamäki Janne Ahonen | SlowenienDamjan Fras Rok Benkovič Robert Kranjec Primož Peterka |
| 10.08.2003 | Hinterzarten   | Adlerschanze K 95        |           | Thomas Morgenstern                                                                      | Tami Kiuru                                                      | Roar Ljøkelsøy                                                  |
| 14.08.2003 | Courchevel     | Tremplin du Praz K 120   |           | Sigurd Pettersen                                                                        | Thomas Morgenstern                                              | Noriaki Kasai                                                   |
| 29.08.2003 | Val di Fiemme  | Trampolino dal Ben K 120 |           | Akseli Kokkonen                                                                         | Martin Höllwarth                                                | Veli-Matti Lindström                                            |
| 31.08.2003 | Innsbruck      | Bergiselschanze K 120    |           | Maximilian Mechler                                                                      | Rok Benkovič                                                    | Veli-Matti Lindström                                            |

### Wertungen
| Rang | Name                     | Punkte |
| ---- | ------------------------ | ------ |
| 01.  | Thomas Morgenstern       | 223    |
| 02.  | Akseli Kokkonen          | 190    |
| 03.  | Martin Höllwarth         | 176    |
| 04.  | Rok Benkovič             | 175    |
| 05.  | Roar Ljøkelsøy           | 150    |
| 06.  | Maximilian Mechler       | 124    |
| 07.  | Primož Peterka           | 122    |
| 08.  | Veli-Matti Lindström     | 120    |
| 09.  | Tami Kiuru               | 117    |
| 10.  | Jakub Janda              | 106    |
| 11.  | Sigurd Pettersen         | 104    |
| 12.  | Reinhard Schwarzenberger | 103    |
| 13.  | Noriaki Kasai            | 091    |
| 14.  | Emmanuel Chedal          | 069    |
| 15.  | Alexander Herr           | 062    |
| 16.  | Andreas Küttel           | 061    |
| 17.  | Andreas Goldberger       | 060    |
| 18.  | Janne Ahonen             | 058    |
| 19.  | Martin Schmitt           | 051    |
| 20.  | Lars Bystøl              | 050    |

| Rang | Name                | Punkte |
| ---- | ------------------- | ------ |
| 21.  | Michael Neumayer    | 046    |
| 22.  | Georg Späth         | 042    |
| 23.  | Wolfgang Loitzl     | 039    |
| 24.  | Janne Happonen      | 036    |
| 25.  | Damjan Fras         | 035    |
| 26.  | Robert Kranjec      | 033    |
| 27.  | Andreas Kofler      | 032    |
|      | Wojciech Skupień    | 032    |
| 29.  | Stefan Thurnbichler | 026    |
| 30.  | Michael Uhrmann     | 023    |
| 31.  | Andreas Widhölzl    | 022    |
|      | Sven Hannawald      | 022    |
| 33.  | Jan Mazoch          | 021    |
|      | Jens Salumäe        | 021    |
| 35.  | Martin Koch         | 020    |
| 36.  | Yūsuke Kaneko       | 018    |
| 37.  | Matti Hautamäki     | 016    |
|      | Florian Liegl       | 016    |
| 39.  | Hideharu Miyahira   | 015    |
|      | Jan Matura          | 015    |

| Rang | Name                | Punkte |
| ---- | ------------------- | ------ |
| 41.  | Christian Nagiller  | 014    |
|      | Thomas Schwall      | 014    |
| 43.  | Bjørn Einar Romøren | 013    |
| 44.  | Stefan Pieper       | 012    |
|      | Peter Žonta         | 012    |
| 46.  | Jörg Ritzerfeld     | 009    |
|      | Anders Bardal       | 009    |
| 48.  | Nicolas Dessum      | 007    |
|      | Jon Aaraas          | 007    |
| 50.  | Akira Higashi       | 006    |
| 51.  | Tommy Ingebrigtsen  | 005    |
|      | Mathias Hafele      | 005    |
| 53.  | Assan Tachtachunow  | 004    |
| 54.  | Martin Mesík        | 003    |
|      | Henning Stensrud    | 003    |
|      | Kazuyoshi Funaki    | 003    |
| 57.  | Stephan Hocke       | 002    |
|      | Arttu Lappi         | 002    |

| Endstand nach 5 Springen |                    |        |
| \| Rang \| Land \| Punkte \| \| ---- \| ------------------ \| ------ \| \| 01. \| Österreich \| 1136 \| \| 02. \| Finnland \| 0889 \| \| 03. \| Slowenien \| 0677 \| \| 04. \| Deutschland \| 0645 \| \| 05. \| Norwegen \| 0541 \| \| 06. \| Japan \| 0283 \| \| 07. \| Tschechien \| 0192 \| \| 08. \| Polen \| 0132 \| \| 09. \| Frankreich \| 0076 \| \| 10. \| Schweiz \| 0061 \| \| 11. \| Estland \| 0021 \| \| 12. \| Vereinigte Staaten \| 0014 \| \| 13. \| Kasachstan \| 0004 \| \| 14. \| Slowakei \| 0003 \| |                    |        |
| Rang | Land               | Punkte |
| 01. | Österreich         | 1136   |
| 02. | Finnland           | 0889   |
| 03. | Slowenien          | 0677   |
| 04. | Deutschland        | 0645   |
| 05. | Norwegen           | 0541   |
| 06. | Japan              | 0283   |
| 07. | Tschechien         | 0192   |
| 08. | Polen              | 0132   |
| 09. | Frankreich         | 0076   |
| 10. | Schweiz            | 0061   |
| 11. | Estland            | 0021   |
| 12. | Vereinigte Staaten | 0014   |
| 13. | Kasachstan         | 0004   |
| 14. | Slowakei           | 0003   |